# نيكولاس روكوكس
نيكولاس روكوكس ولد حوال 1560وتوفي حوالي 1640 كان راعيًا فنيًا وجامعًا للفنونوعالمًا في جمع العملات وإنسانيًا،ومحسنًا، وعمدة أنتويرب . لقد كان صديقًا شخصيًا مقربًا وراعيًا مهمًا لبيتر بول روبنز . كان مقر إقامته في أنتويرب مركزًا يتجمع فيه الإنسانيون والفنانون في أنتويرب ويضم مجموعة كبيرة من الأعمال الفنية والتحف والأشياء النادرة والعملات المعدنية وهو الآن متحف يُعرف باسم سنايدرز وروكوكس هاوس. حصل على لقب فارس من قبل الأرشيدوق ألبرت وإيزابيلا الحاكم العام لهولندا هابسورج. 